# 特罗维什卡尔 (奥利韦拉-杜拜鲁)
特罗维什卡尔是葡萄牙阿威罗区的一个堂区。总面积10.45平方公里，总人口2363人，人口密度226.1人/平方公里。